# Auricularia
Auricularia (Pierre Bulliard, 1780 atestată de Antoine-Laurent de Jussieu, 1789) este un gen de ciuperci cu peste 30 de specii din încrengătura Basidiomycota în familia Auriculariaceae. Soiurile pot fi comestibile sau necomestibile, dar niciodată otrăvitoare. Se hrănesc saprofitic și parazitar. Tip de specie este Auricularia mesenterica.

## Caracteristici comune
- Bureții acestui gen din subclasa Homobasidiomycetae (bureți fără lamele) sunt ciuperci adevărate (bazidiomicete) care se caracterizează prin basidii multicelulare, împărțite longitudinal sau transversal, cu sterigme adesea lungi.
- Culoarea corpului fructifer variază de la albicios peste, galben, portocaliu, gri-maroniu, maroniu, violaceu  până la brun închis și negru-albăstrui. El are de obicei o textură elastică, cauciucată, gelatinoasă sau ceroasă la exemplare tinere, dar uscată, tare și insipidă la cele bătrâne care, umezită, își revin la calitatea originară, fiind în stare crudă fără miros sau gust semnificativ.
- Himenoforul este neted, pliat radial în mod neregulat sau fin verucos. Sporii albi sunt neamilozi, hialini (translucizi), netezi, elipsoidali până fusiformi precum ușor curbați și rotunjiți la capete.[3][4]

## Specii
În Catalogue of Life sunt listate 32 de specii ale acestui gen:
- Auricularia albida (Romell) Rick (1958)
- Auricularia americana (Parmasto & I.Parmasto) Audet, Boulet & Sirard (2003)
- Auricularia auricula-judae (Bull.) Quél. (1886)
- Auricularia cornea Ehrenb. (1820)
- Auricularia delicata (Mont.) Henn. (1893)
- Auricularia discensa| Lloyd (1919)
- Auricularia eximia (Berk. & Cooke) Kobayasi (1981)
- Auricularia fibrillifera Kobayasi (1973)
- A. fuscosuccinea (Mont.) Henn. (1893)
- Auricularia goossensiae Beeli (1926)
- Auricularia hainanensis  L.J.Li (1987)
- Auricularia heimuer F.Wu, B.K.Cui & Y.C.Dai (2014)
- Auricularia hispida  Iwade (1944)
- Auricularia hispidula  (Berk.) Farl. (1905)
- Auricularia incrassata Kobayasi (1973)
- Auricularia indica Massee (1914)
- Auricularia mesenterica (Dicks.) Pers. (1822)
- Auricularia minor Kobayasi (1981)
- Auricularia nigricans  (Fr.) Birkebak, Looney & Sánchez-García (2013)
- Auricularia peltata  Lloyd (1922)
- Auricularia polytricha (Mont.) Sacc. (1888)
- Auricularia rosea  Burt (1921)
- Auricularia scissa Looney, Birkebak & Matheny (2013)
- Auricularia semipellucida Kobayasi (1942)
- Auricularia sordescens Ces. (1879)
- Auricularia stellata Lloyd (1922)
- Auricularia subglabra Looney, Birkebak & Matheny (2013)
- A. tenuis (Lév.) Farl. (1905)
- Auricularia thailandica Bandara & K.D.Hyde (2015)
- Auricularia villosula Malysheva (2014)
- Auricularia wrightii  (Berk. & M.A.Curtis) Farl. (1905)
- Auricularia xishaensis L.J.Li (1985)

## Specii în imagini

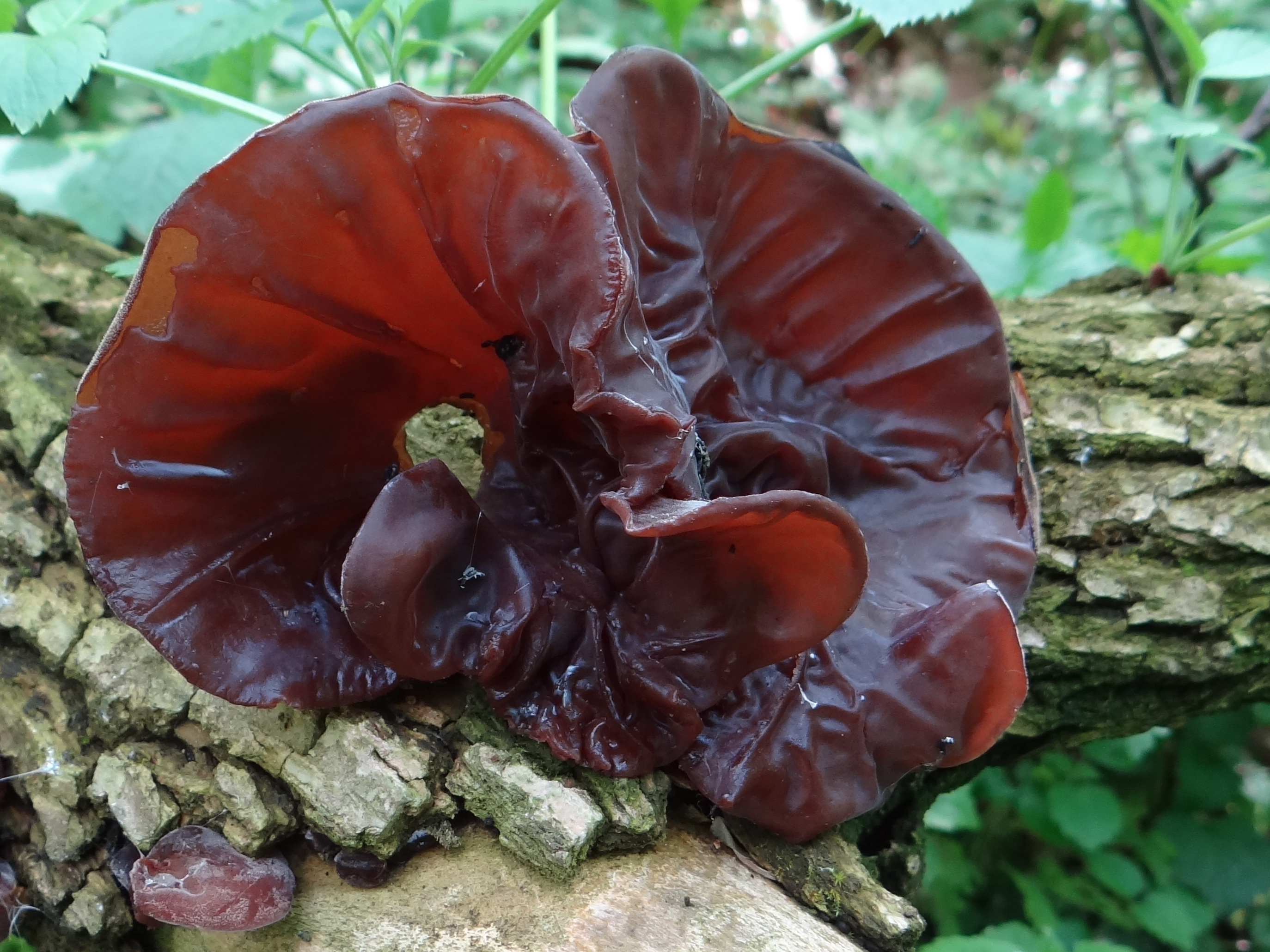
A. auricula-judae
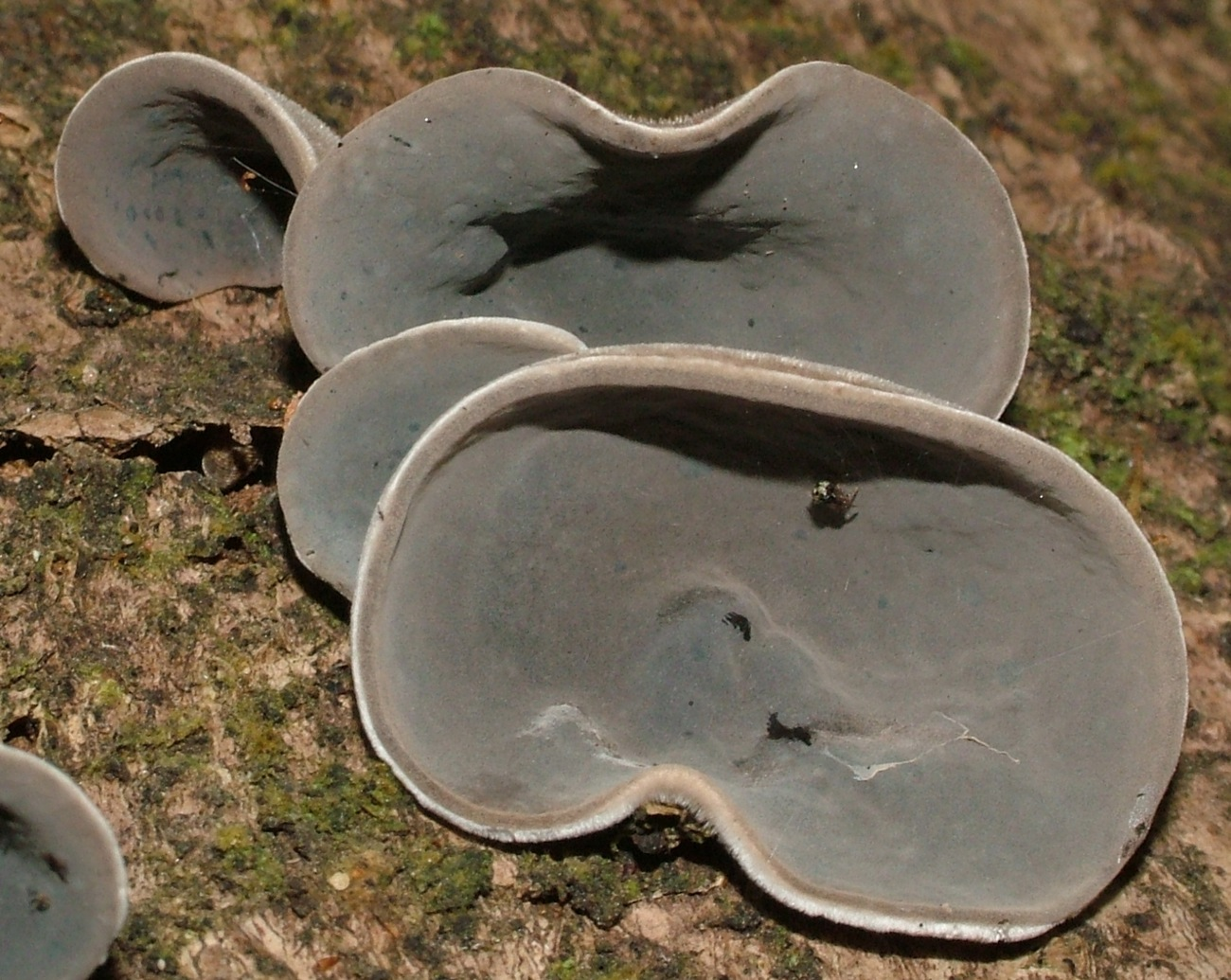
A. cornea
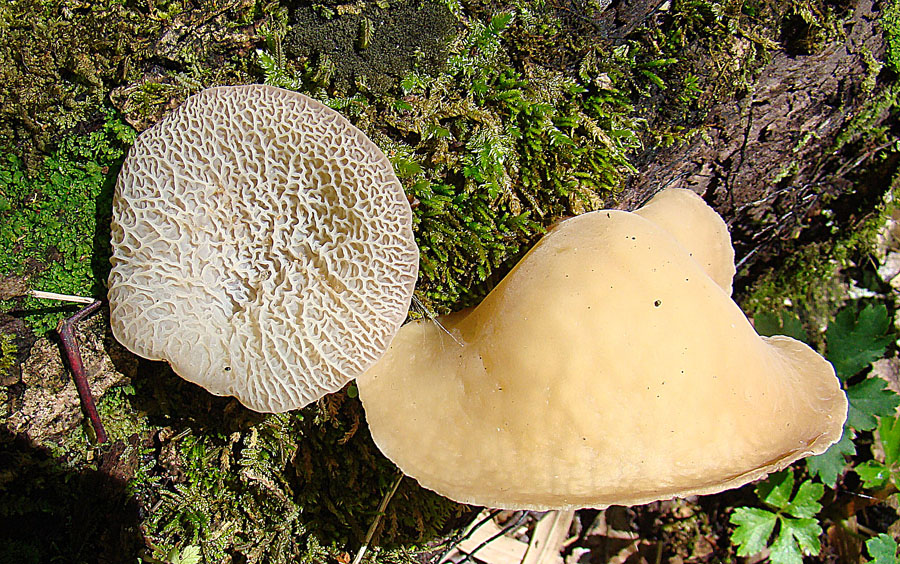
A. delicata
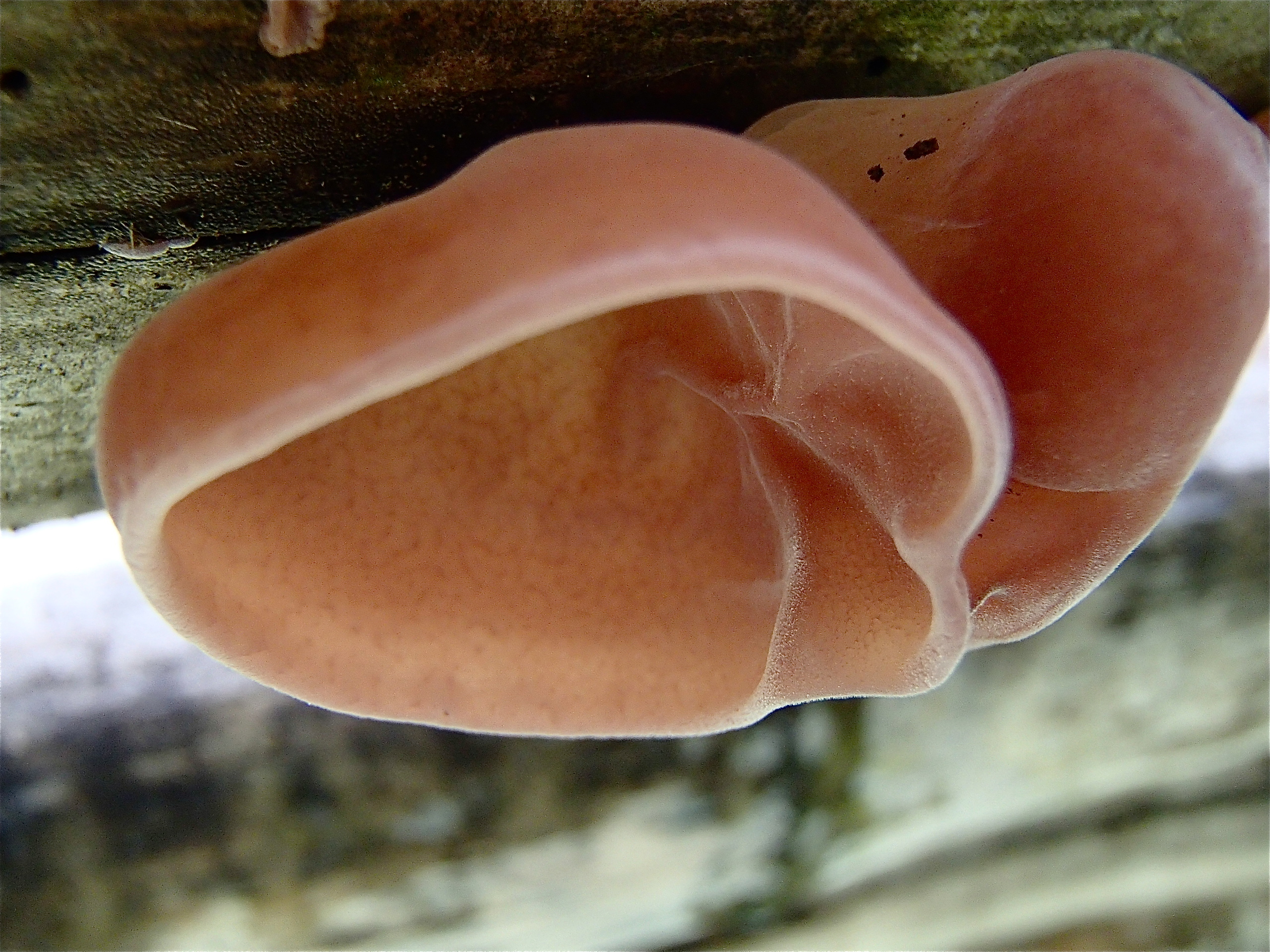
A. fuscosuccinea
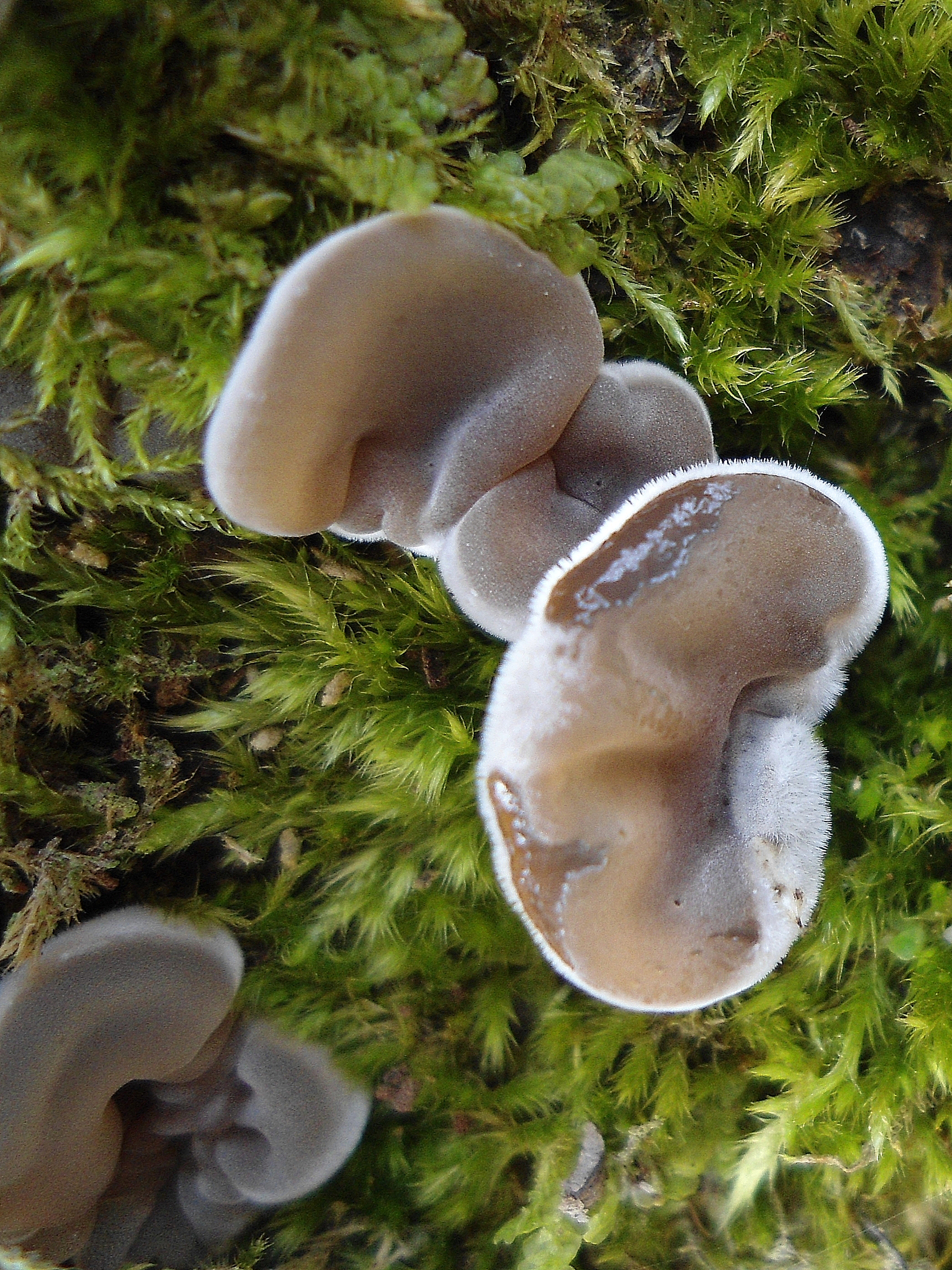
A. mesenterica
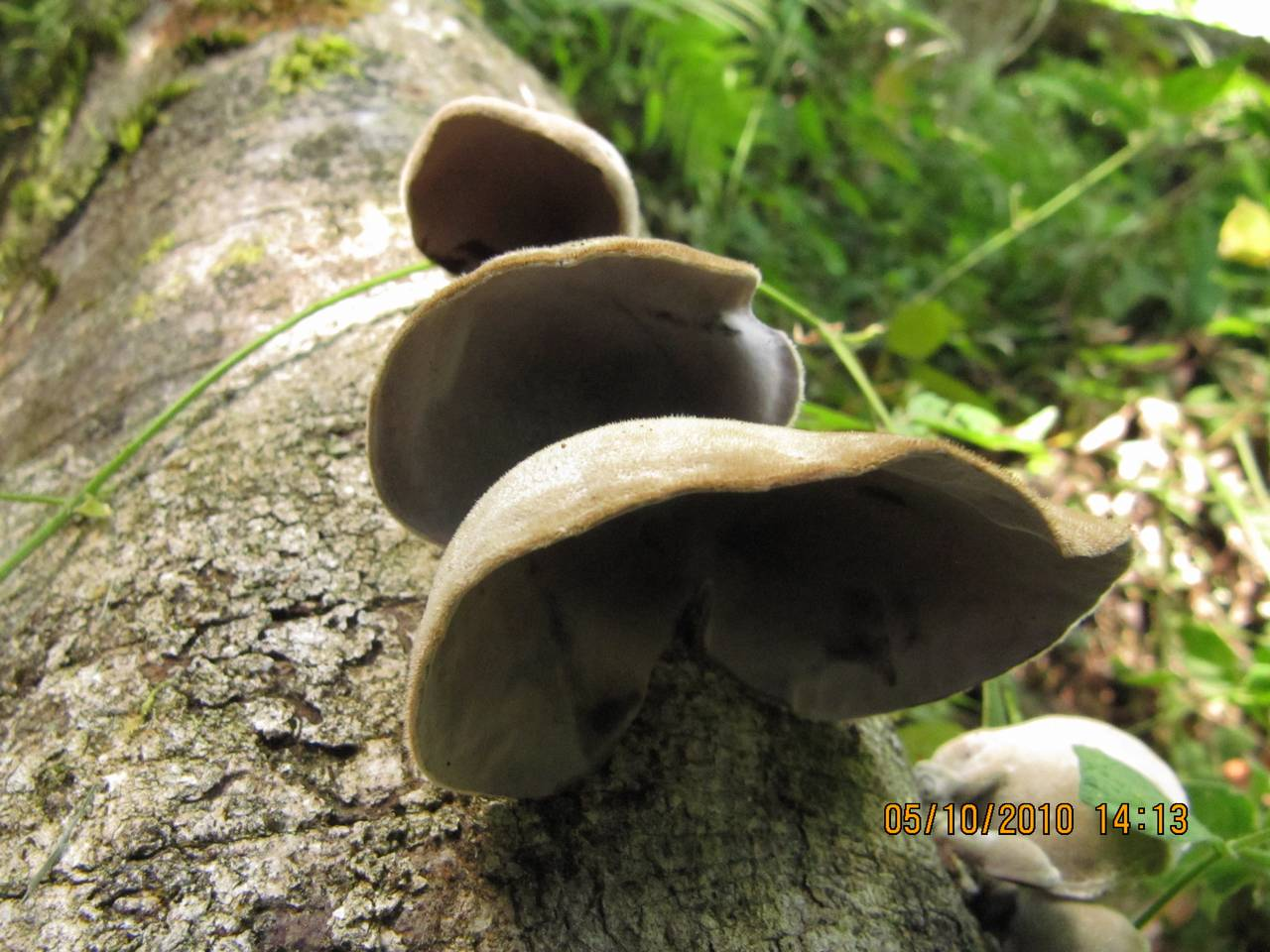
A. nigricans
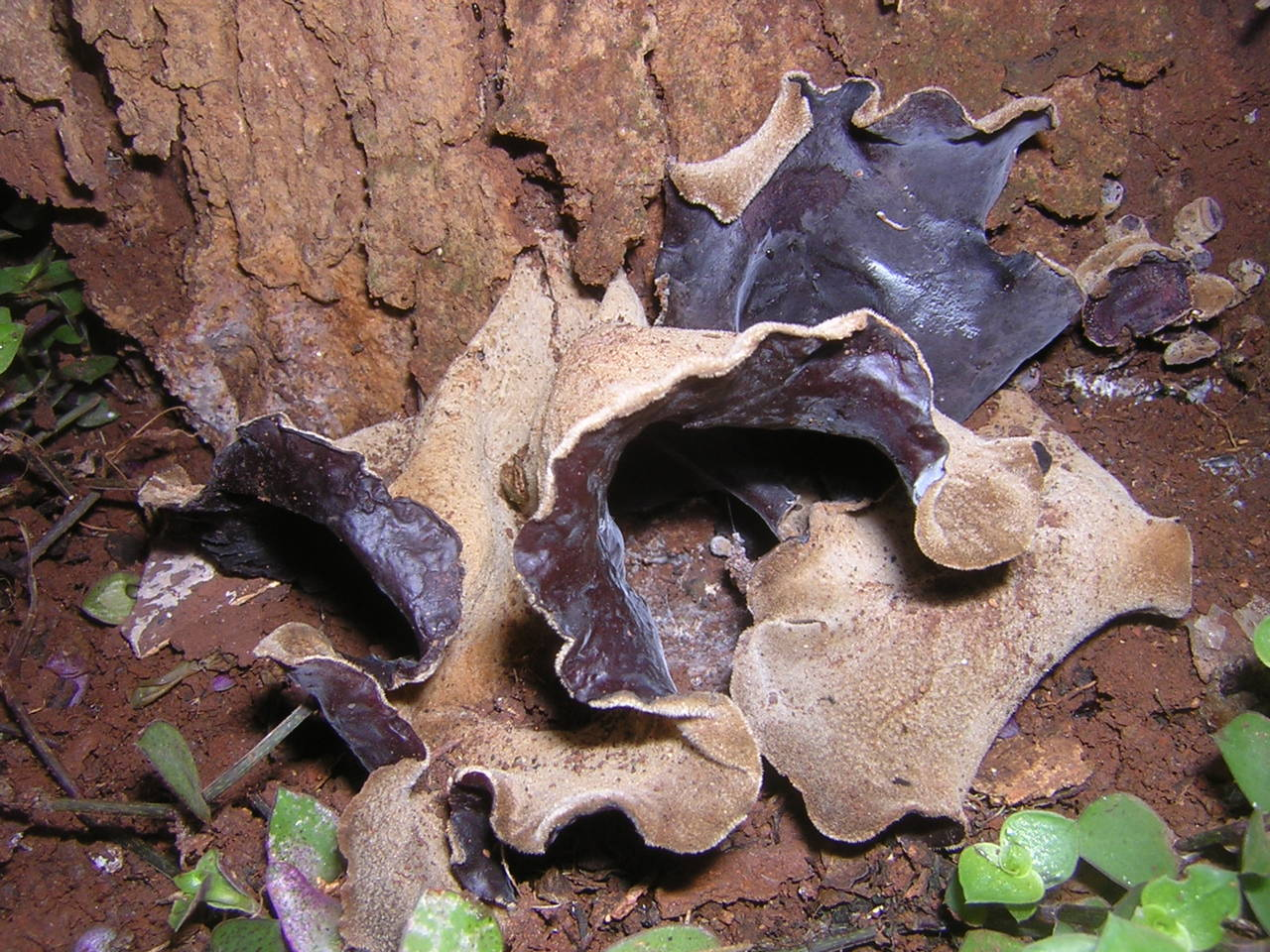
A. polytricha
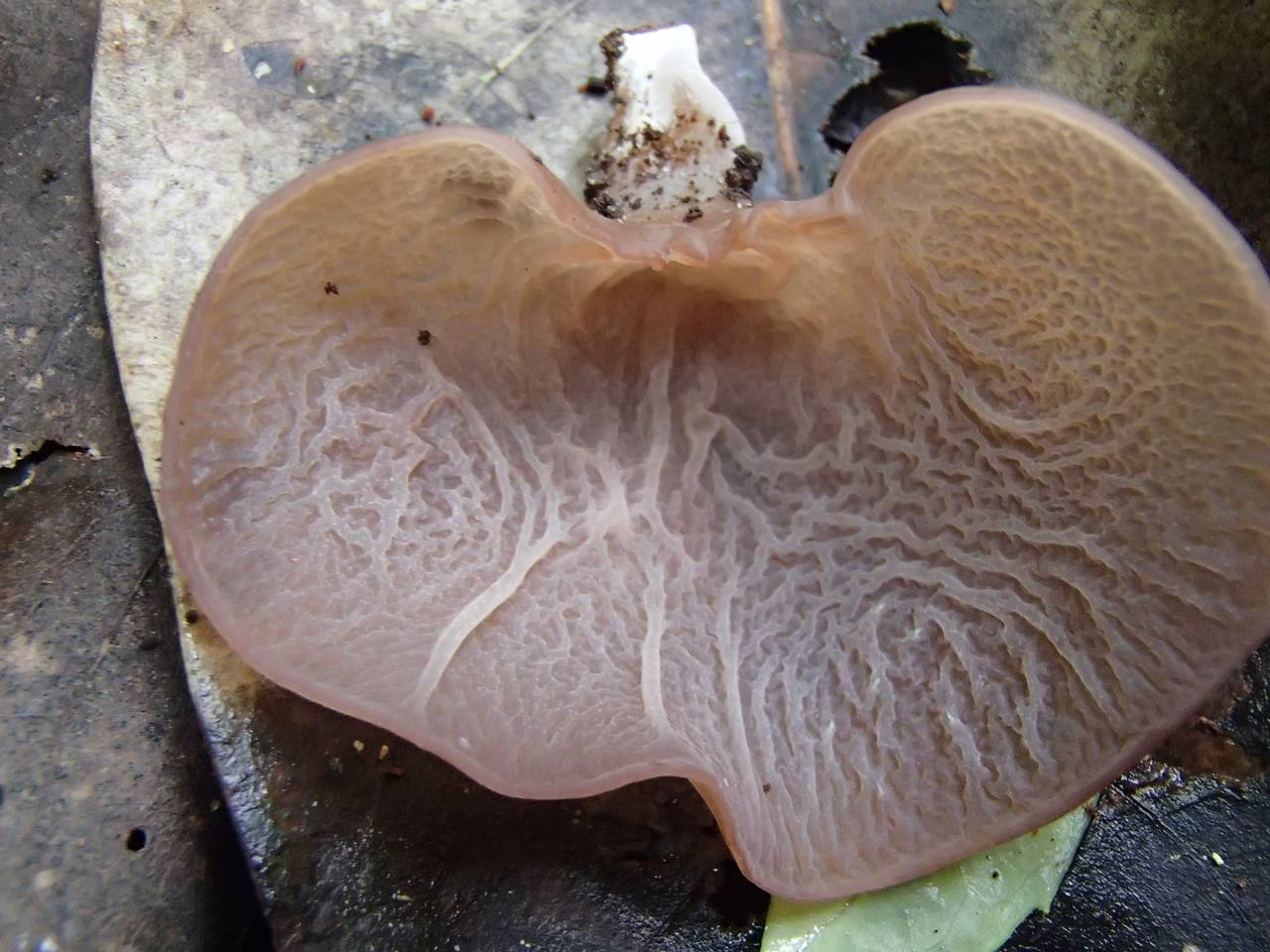
A. subglabra